# Боевые аэросани Гроховского
Боевые аэросани Гроховского (танк-аэросани) — советский проект полностью бронированных трёхлыжных аэросаней с пушечным вооружением, разработанный в межвоенный период.

## История создания
В 1930-х ОКБ ВВС РККА (в 1934 году преобразованным в Экспериментальный институт Главного управления авиационной промышленности по работам РККА) под руководством советского авиаконструктора и изобретателя Павла Игнатьевича Гроховского был разработан оригинальный проект двухместных полностью бронированных аэросаней с винтомоторной установкой в броневом корпусе. Проект развития не получил и в металле реализован не был.

## Описание конструкции
Машина имела компоновку с размещением моторно-трансмиссионного отделения в кормовой части корпуса, боевого отделения — в средней, а отделения управления — в носовой. Экипаж состоял из двух человек — механика-водителя и командира, выполнявшего также функции наводчика орудия и заряжающего.

### Броневой корпус и башня
Броневой корпус, защищающий машину полностью, изготовлялся из катаных броневых листов и собирался при помощи болтов и клёпки. Носовая часть корпуса имела близкую к усечённой пирамиде форму, подобно танкам серии БТ. В задней части находился броневой кожух винтомоторной установки, заметно выступавший над крышей корпуса. В передней части кожуха располагался прикрывавшийся вертикальными броневыми створками воздухозаборник, а по бортам в сужающейся кормовой части корпуса — прикрывавшиеся аналогичным образом два прямоугольных отверстия для выброса воздуха.
Башня использовалась стандартная от лёгкого танка БТ-2.

### Вооружение
Вооружение размещалось в башне и состояло из стандартной 37-мм танковой пушки Б-3 (5К) и 7,62-мм танкового пулемёта ДТ-29 в шаровой установке справа от неё. Прицеливание осуществлялось через телескопический оптический прицел.

### Средства наблюдения и связи
Механик-водитель осуществлял наблюдение через смотровые щели в лобовом бронелисте, командир — через прицел.

### Ходовая часть
Ходовая часть машины — аэросанная, трёхлыжная, с одной лыжей в передней части корпуса и двумя — в задней.

### Сноски
1. ↑  Названия, под которыми машина фигурирует в современных научно-популярных изданиях.
2. ↑  Способ изготовления броневого корпуса и башни танка БТ-2.